# 마쓰다 CX-50
마쓰다 CX-50(영어: Mazda CX-50)은 마쓰다에서 2022년부터 북미 시장을 위해 생산 중인 소형 크로스오버 SUV이다.